# Boy George
 (juin 2015).
Si vous disposez d'ouvrages ou d'articles de référence ou si vous connaissez des sites web de qualité traitant du thème abordé ici, merci de compléter l'article en donnant les références utiles à sa vérifiabilité et en les liant à la section « Notes et références ».
George Alan O'Dowd, dit Boy George, né le 14 juin 1961 à Bexley dans le Grand Londres, est un auteur-compositeur-interprète, producteur et disc jockey anglais, membre du groupe Culture Club.
Il est également styliste et photographe.
À de nombreuses reprises, il figure au classement des cent meilleurs DJ, établi par le DJ Mag. Pendant quatre saisons, il est coach dans la version australienne de l'émission de télévision The Voice. Il chante dans Karma Chameleon.

## Biographie

### Jeunesse et débuts
Fils de Jerry et Dinah O'Dowd, George Alan O'Dowd a quatre frères et une sœur ; il grandit dans la banlieue de Londres. Il vit avec sa famille dans le Middle Park Estate au Joan Crescent London SE9, et étudie à la Eltham Green School d'Eltham. Le jeune George s'intéresse particulièrement au mouvement Nouveaux Romantiques popularisés en Grande-Bretagne au début des années 1980. Il vit par la suite dans de nombreux squats aux alentours de Warren Street dans le centre-ville de Londres,.

### Culture Club
Lors de l'adolescence, George Alan O'Dowd rejoint le mouvement punk très présent en Angleterre, et s'impose alors comme « star de la nuit », fréquentant assidûment les boîtes de nuit underground ou branchées et affichant parfois son homosexualité. Il se distingue par ses maquillages savants et ses costumes extravagants. Son style androgyne, partie intégrante du personnage au même titre que sa musique, marque les années 1980.
Dans son entourage, on retrouve notamment Tony Hadley et les frères Kemp, Gary et Martin, qui formeront plus tard le groupe Spandau Ballet. Ces personnages jouent un rôle-clé dans le développement du mouvement musical néo-romantique qui s'empare de Londres au début des années 1980. Le 28 février 1981, il fait ses premiers pas sur scène aux côtés du groupe Bow Wow Wow. À la même époque, il crée le groupe Culture Club, avec Mickey Craig (bassiste), Jon Moss (batteur) et Suede (guitariste) rapidement remplacé par Roy Hay. Le succès est au rendez-vous dès le premier album, Kissing to Be Clever, comportant un grand tube, Do You Really Want to Hurt Me. L'année suivante, le groupe récolte trophées et disques de platine pour l'album Colour by Numbers, et ses singles comme Karma Chameleon (numéro 1 un peu partout sur la planète[réf. nécessaire]), Victims, Church Of The Poison Mind et autres.
Il rejoint Culture Club pour trois singles, un album (Don't Mind if I Do) et quelques tournées mondiales entre 1998 et 2002. Au cours de sa carrière internationale avec Culture Club, il vend plus de trente millions de disques[Quand ?]

### Carrière solo

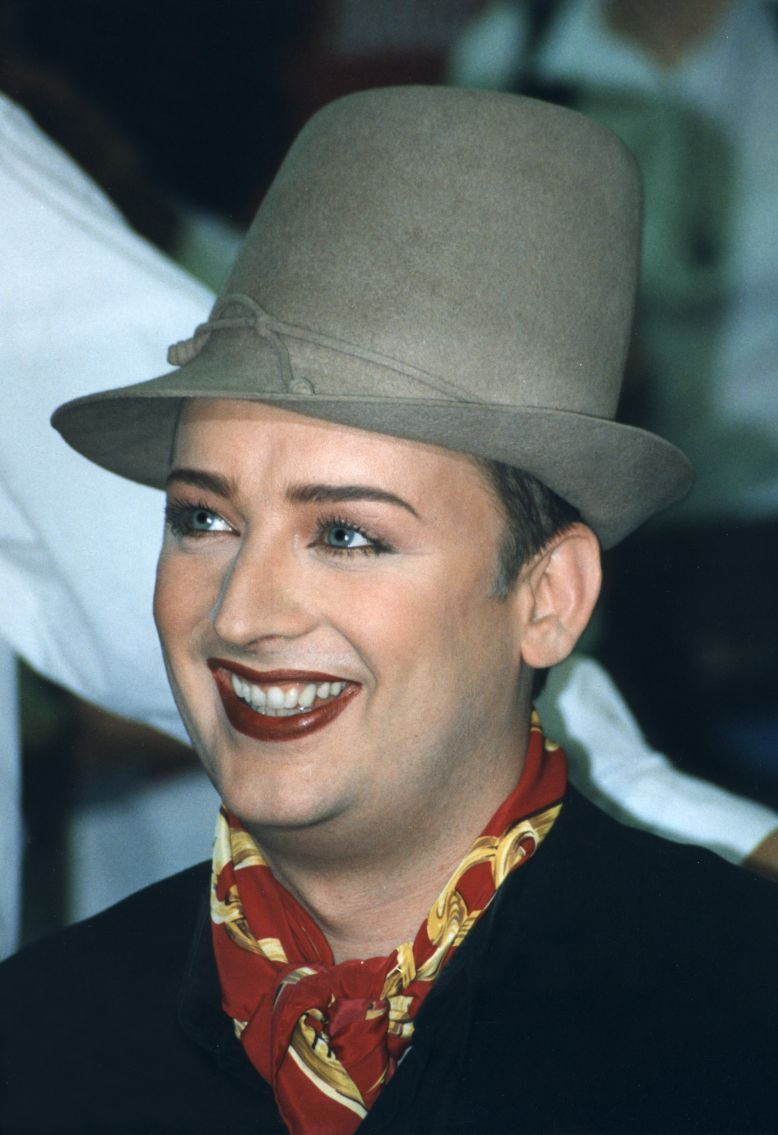
Boy George en 1995.

Au sommet de sa gloire, il tombe progressivement dans l'enfer de la drogue (en particulier, selon de nombreux organes de presse, l'héroïne). Après un passage par Bombay, où il assiste à des cérémonies bouddhistes, Boy George démarre une nouvelle carrière sous le nom de Jesus Loves You avec un numéro un en Angleterre et au Canada, Everything I Own. L'album, nommé Sold, tout comme la chanson-titre et les pièces Keep Me In Mind et To Be Reborn, connurent un succès modéré en Europe.
En 1986, il fait une apparition dans un épisode de L'Agence tous risques intitulé Cowboy George (saison 4, épisode 16), dans lequel il joue son propre rôle.
En 1991, il sort l'album The Martyr Mantras, dans lequel apparaissent des singles à succès comme Generations of love et Bow down mister. En 1992 (et 1993 aux États-Unis), Boy George connait un succès avec la chanson-thème du film The Crying Game. En 1995, Boy George sort un album qui sera vénéré par les critiques, Cheapness And Beauty, au son plutôt glam rock alternatif et comportant quelques ballades acoustiques. L'artiste étant alors en conflit avec sa compagnie de disques, Virgin, l'album ne reçut pratiquement aucune promotion.

### Depuis les années 2000

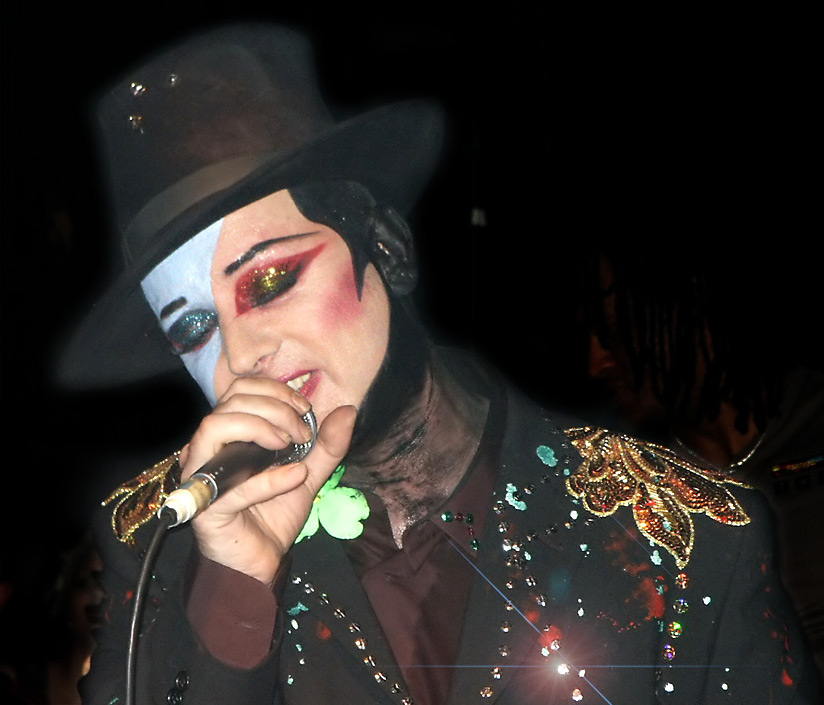
Boy George, au Ronnie Scott's en 2001.

Un album à saveur acoustique, U Can Never B2 Straight, sort en 2002. Il reçoit des critiques plus qu'élogieuses, mais l'album ne se vend pas beaucoup. Boy George collabore aussi avec plusieurs artistes de musique électronique, dont Faithless, Groove Armada, Sash!, Hi-Gate (en), Eddie Locke. Entre 2002 et 2004, une comédie musicale partiellement basée sur sa vie, et dont il a écrit toutes les chansons, Taboo, est présentée à Londres et à Broadway. Dans les années 2000, il sort quelques disques en vinyle sous le nom de The Twin. Ces disques, de style electroclash sont des éditions limitées.
Boy George prépare alors un album à saveur plus commerciale que ses récents projets. Un premier extrait, Yes We Can, sort numériquement en octobre 2008. Le 16 janvier 2009, Boy George est condamné à quinze mois de prison ferme pour avoir attaché, séquestré et battu un escort boy norvégien, Audun Carlsen, qui avait refusé d'avoir des relations sexuelles avec lui. Il est remis en liberté le 11 mai suivant pour bonne conduite,. Cela a néanmoins pour conséquence qu'il ne peut participer à l'émission de téléréalité Celebrity Big Brother 7 : la justice lui interdit en effet l'entrée en compétition dans le jeu, qui se déroule du 3 au 29 janvier 2010 sur la chaîne Channel 4.
Boy George participe au dernier album de Régine (Régine's Duets) où il interprète le titre J'ai toujours porté bonheur aux hommes. En janvier 2010, Lady Gaga annonce que Boy George fera sa première partie lors de sa tournée à Londres. Boy George remixe le titre Someone Else's Eyes de la chanteuse Amanda Lear sur l'album Brief Encounter Reloaded.
En 2010, Boy George participe à un titre de Mark Ronson : Somebody To Love Me, sur l'album Record Collection. En 2013, un premier album original, le premier véritable album en dix-huit ans, This Is What I Do, est commercialisé en Europe, récoltant d'élogieuses critiques, The Guardian titrant même « The comeback of the year »[réf. souhaitée]. Boy George, sobre depuis 2008, multiplie les entrevues où on le questionne notamment sur sa nouvelle vie saine, sur sa perte de poids, sur sa qualité d'auteur-compositeur, sur sa voix plus abîmée. Il mentionne souvent qu'il devrait enregistrer à nouveau avec Culture Club au courant de l'an 2014 mais l'album ne sortira pas. L'album This Is What I Do parait également au Canada, aux États-Unis et au Japon en mars 2014.
Du 1er au 28 novembre 2014, une tournée nord-américaine de dix dates, débutant à Los Angeles, est programmée avec les membres de Culture Club au complet mais en raison d'un polype sur une des cordes vocales de Boy George, l'ensemble de ces concerts sont annulés et reportés.
En 2015, Boy George apparaît dans un épisode de l'émission de télé-réalité "Appelez-moi Caitlyn", qui suit la transition de Caitlyn Jenner.
En 2016, il fait ses débuts de coach dans l'émission The Voice UK. La même année il participe à la 8e saison de l'émission de télévision The Celebrity Apprentice, animée par Arnold Schwarzenegger.
Le 26 octobre 2018 sort, chez BMG, Life le nouvel album de Culture Club. Il reprend de nombreux titres qui auraient dû figurer sur Tribes. Let somebody love you en est le premier extrait, enregistrée en duo avec le rappeur américain Pitbull.
Il est l'une des personnalités à participer au dernier défilé de Jean-Paul Gaultier en janvier 2020 telles Coco Rocha, Amanda Lear, Mylène Farmer, Rossy de Palma, Dita von Teese et Estelle Lefébure,.

## Discographie comme soliste

### Albums studio
- Sold (1987)
- Tense Nervous Headache (1988)
- Boyfriend (1989) compilation
- High Hat (1989) compilation
- The Martyr Mantras (1990)
- Spin Dazzle - The Best of Boy George and Culture Club (1992) compilation
- At Worst: The Best of Boy George and Culture Club (1993) compilation
- The Devil in Sister George EP (EP, 1994)
- Cheapness and Beauty (1995)
- The Unrecoupable One Man Bandit Volume One (1998)
- Everything I Own (1999) compilation
- Galaxy Mix (1999) DJ compilation
- A Night Out With Boy George (2002) DJ compilation
- U Can Never B 2 Straight (2002)
- In and Out With Boy George: A DJ Mix (2002) DJ compilation
- BoyGeorgeDJ.Com (2003) DJ compilation
- Taboo - Original London Cast (2003) UK musical soundtrack
- Taboo - Original Broadway Cast (2004) USA musical soundtrack
- Yum Yum (as The Twin) (2004)
- The annual 1,2,3,4
- Dance Nation 1,2,4,5 (Compilations en tant que DJ)
- Ordinary Alien (2010)
- This Is What I Do (2013)

### Singles
Légende des symboles utilisés :
(*) : sous le nom Jesus Loves You 
(¤) : sorti au Royaume-Uni (UK)
- Everything I Own (1987) UK #1, US Dance #45
- Keep Me In Mind (1987) UK #29
- Sold (1987) UK #24
- To Be Reborn (1987) UK #13
- Live My Life (1987) UK #62, US #40
- No Clause 28 (1988) UK #57
- Don't Cry (1988) UK #60
- Whisper (1989) ¤
- Don't Take My Mind on a Trip (1989) UK #68, US R&B #5
- Whether They Like It Or Not (1989) ¤
- You Found Another Guy (1989) US R&B #34
- After The Love*  (1989) UK #68
- Generations Of Love* (1990) UK #80
- One On One* (1990) UK #83
- Bow Down Mister* (1991) UK #27
- Generations Of Love 91* (1991) UK #35
- After The Love 91* (1991)
- The Crying Game (1992) UK #22, US #15
- Sweet Toxic Love* (1992) UK #65
- Everything I Own Redemption Extension Mix (1993) (promo)
- More Than Likely (avec PM Dawn(1993) UK #40
- Funtime (1995) UK #45
- Il Adore (1995) UK #50
- Same Thing in Reverse (1995) UK #56, US Dance #18
- Love is Leaving (1996) ¤ Italy #1
- When Will You learn (1997) ¤ Germany #1
- Police and Thieves (avec Dubversive) (1997) ¤
- Generations Of Love 98* (TimeWriter Bootleg Edit) (1998) ¤
- Why Go? (avec Faithless) (1999) ¤
- Innocence Is Lost* (avec Groove Armada) (1999) (12" promo seulement)
- Run (avec Sash!) (2002) ¤
- Autoerotic (avec Dark Globe) (2002) UK #165
- Psychology Of The Dreamer (avec Eddie Locke) (2003) UK Dance #5
- Here Come The Girls (The Twin) (2003) (édition limitée)
- Electro Hetero (The Twin) (2003) (édition limitée)
- Sanitised (The Twin) (2003) (édition limitée)
- Human Racing (The Twin) (2004) (édition limitée)
- Love Your Brother* (2005) (12" promo seulement)
- You Are My Sister (avec Antony and the Johnsons) (2006) UK #39
- You're Not The One (avec Loverush UK) (promo)
- Time Machine (avec Amanda Ghost) (2007) (limited edition)
- You're Not The One (avec Loverush UK) (March 5th, 2007)
- Yes We Can (2008)
- White Xmas (2009)
- American Heart (avec Bliss) (2009)
- Amazing Grace (avec Ana Lains) (2010)
- Pentonville Blues (avec Glide & Swerve) (2010)
- Somebody To Love Me (avec Mark Ronson) (2010)
- Generations Of Love 2011 (avec Phunk Investigation) (2011)
- Turn To Dust (2011)
- Happy (avec Dj Yoda) (2012)
- I Wanna Be Your Dog (avec B.E.F.) (promo) (2013)
- Coming Home (avec Dharma Protocol) (2013)
- These Gods Will Fall (avec Marc Vedo) (2013)
- King Of Everything (2013)
- My God (2014)
- Love And Danger (promo) (2014)
- Nice And Slow (2014)
- It's Easy (2014)

## Filmographie
- 1986 : L'Agence tous risques : lui-même (saison 4, épisode 16)
- 1992 : Le Cadeau de la rentrée
- 2006 : Désaccord parfait : un crooner